# No Regrets
|  | Denne artikel er oprettet af botten Steenthbot ud fra en ekstern database. Den kan derfor have sproglige fejl eller mangler. Denne skabelon kan fjernes efter kontrol af indholdet. |

No Regrets er en dansk dokumentarfilm fra 2016 instrueret af Sun Hee Engelstoft efter eget manuskript.

## Handling
En gruppe unge, ugifte og gravide kvinder opholder sig på Aeshuwon, et hjem, der ligger på den sydkoreanske ø Jeju. Kvinderne skal være på hjemmet under sidste del af deres graviditet og frem til et år efter fødslen. Under opholdet skal de tage stilling til, om de ønsker at beholde barnet eller give det til adoption. Kvinderne er på Aeshuwon af nød, fordi det sydkoreanske samfund endnu ikke respekterer ugifte mødre. Dette stigma følger kvinderne og afskærer dem fra deres familie og udelukker dem fra skoler, universiteter og arbejdspladser.
Tre kvinder og deres proces følges frem mod det svære valg, der skal træffes under stort pres fra omverdenen. Men på Aeshuwon, der ligger isoleret på øen, støtter den viljestærke forstanderinde Mrs. Im kvindernes kamp for selvstændighed. I sidste ende, er valget deres: Behold dit barn og lev med skam og social ydmygelse, eller giv barnet til adoption og accepter et liv med evigt afsavn.